# 矛叶飞蓬
矛叶飞蓬（学名：Erigeron lonchophyllus）为菊科飞蓬属的植物。分布在俄罗斯、蒙古以及中国大陆的新疆等地，生长于海拔2,200米的地区，常生于林缘或山坡草甸。